# Juan Alfonso de Polanco

Juan Alfonso de Polanco

Juan Alfonso de Polanco (Burgos, 24 de diciembre de 1517, Roma, 20 de diciembre de 1576) fue un sacerdote jesuita español. De 1547 a 1556 fue el secretario de Ignacio de Loyola y uno de sus consejeros más cercanos. Posteriormente fue el secretario de los dos primeros superiores generales de la Compañía de Jesús después de Loyola, Diego Laínez y Francisco de Borja. 

## Biografía

### Orígenes
Polanco nace en el seno de la familia Polanco, perteneciente a la nobleza de la burguesía comerciante de Burgos y oriunda de Santillana del Mar en Cantabria. Su padre era Gregorio de Polanco, comerciante y regidor de la ciudad de Burgos y su madre doña María de Salinas. Tuvieron once hijos, de los cuales llegarían a edad adulta cinco hijas (María, Leonor, Catalina, Ana y Beatriz) y cuatro hijos varones (Gregorio, Luis, Gonzalo, Juan Alfonso). Sus abuelos paternos eran Gonzalo López de Polanco y Leonor de Miranda y sus abuelos maternos Juan Alonso de Salinas y Catalina Iñigues de la Mota.
Muchos miembros de la familia han sido escribanos (notarios) en lugares importantes, siendo el primo de su abuelo, Luis González de Polanco, quien firmó el testamento de la reina Isabel La Católica.  Sus casas solariegas blasonadas pueden encontrarse en Suances y en Oruña de Piélagos.  Los restos de sus padres y abuelos reposan en la capilla familiar de la Iglesia de San Nicolás de Bari, empezada a construir a principios del siglo XV y cuyas obras fueron costeadas por don Gonzalo López Polanco. Otros sepulcros de ascendientes Polanco también se encuentran en la Colegiata de Santillana del Mar.   
Al igual que algunos de los compañeros de Ignacio de Loyola, como Diego Laínez y Jerónimo Nadal, Polanco probablemente nació en el seno de una familia de origen converso de la burguesía urbana. Historiadores como John O'Malley y Robert Maryks refuerzan esta hipótesis. Los orígenes judíos de Polanco se remontarían a su bisabuela paterna, doña Constanza de Maluenda Rodríguez, esposa del bisabuelo Gonzalo López de Polanco. Doña Constanza habría sido la hija de Gonzalo Rodríguez de Maluenda, hijo de la hermana del rabino converso de Burgos, quien se convirtió en obispo de la misma ciudad bajo el nombre de Pablo de Santa María.

### Estudios e ingreso en la orden
A la edad de 14 años empieza a cursar estudios en la Universidad de París, institución de la que su tío será rector. Durante ocho años estudiará las letras clásicas, literatura y filosofía. En 1541, consigue un puesto en la Curia Romana en Roma como scriptor apostolicus y comes palatinus con un sueldo de 1000 ducados de oro. El mismo año entra en contacto con el grupo formado en torno a Ignacio de Loyola y hace los Ejercicios Espirituales con Diego Laínez. Tras esta experiencia decide renunciar a todos sus cargos y unirse al grupo en su demora de Santa Maria dei Astalli. En 1541, a la edad de 24 años ingresa en la Compañía de Jesús con la ferviente oposición de su padre Gregorio y de sus hermanos Gregorio y Luis. Ello le provocará ser rechazado por el núcleo familiar. Seguidamente Ignacio lo manda a la Universidad de Padua para realizar estudios de teología, donde entablará amistad con los también jesuitas Pedro de Ribadeneyra y Andrés de Brussi. En 1546 se dedicará a predicar y dar los Ejercicios en Bolonia, Florencia y Pistoia.

### Secretario yadmonitor
En 1547, al cabo de siete años de ingresar en la orden, Polanco fue nombrado secretario personal del General Ignacio de Loyola. Pasará así a desempeñar una de las posiciones más influyentes dentro de la recién fundada Compañía. A la muerte de Ignacio en 1556, seguirá desempeñando el cargo de secretario y consultor (admonitor) durante los generalatos de Diego Laínez (1558-1565) y de Francisco de Borja (1566-1572). Durante las fases de interregno ocupó también el cargo de vicario general y fue asimismo asistente de las provincias de Germania y de Brasil. Durante su período como secretario de Ignacio contribuyó en la redacción de gran parte de su ingente correspondencia con la que mantenía comunicada la casa central de Roma con las provincias en Europa y ultramar. Algunas de las cartas desde Roma las firmó con su propio nombre. Su labor en la redacción de las Constituciones, que empezaría en 1547, fue también decisivo. En 1562 participará en una de las últimas sesiones del Concilio de Trento, donde hará una importante intervención sobre el sacerdocio.

### Historiador de la Compañía
En 1573, con motivo de la III Congregación General que tenía que elegir el nuevo general, se le cerrarán las puertas del generalato a causa de la presión de facciones de jesuitas italianos y portugueses así como del propio papa Gregorio XIII. Ello llevará a que Polanco, después de 26 años de ejercicio, abandone el puesto de secretario siendo reemplazado por Antonio Possevino. A partir de este momento, a instancias del general Everardo Mercuriano se dedicará a escribir la gran historia de la primera Compañía de Jesús, el Chronicon Societatis Iesus. El historiador jesuita John O'Malley valoraba así la obra:

"El Chronicon desmonta el estereotipo de un orden religioso bajo estricta disciplina militar, donde cada miembro sería un peón que actuaría solo bajo órdenes de su superior... Polanco se revela como un sobrio, sincero y ecuánime cronista, que además nunca elimina las noticias negativas por el simple hecho de serlo."

## Obras
- Constituciones (ca. 1550)
- Breve directorium ad confessarii ac confitentis munus recte obeundum Item De frequenti usu Sanctissimi Eucharistiae Sacramenti libellus, Coloniae : apud Maternum Cholinum, 1560.
- Methodus ad eos adiuvandos qui moriuntur: ex complurium doctorum ac piorum scriptis, diuturnoque usu, et observatione collecta, Venetiis: D. Zenari, 1577.
- Chronicon Societatis Iesus (ca. 1573-74), publicado como Vita Ignatii Loiolae et rerum Societatis Jesu historia, Matriti: excudebat Augustinus Avrial, 1894-1898 (Monumenta historica Societatis Iesu). Traducido parcialmente al inglés por John Patrick Donnelly, Year by Year with the Early Jesuits (1537-1556): Selections from the “Chronicon” of Juan de Alfonso Polanco, St Louis: Institute of Jesuit Resources, 2004.